# Woolsthorpe Manor
Woolsthorpe Manor es una casa museo en Woolsthorpe-by-Colsterworth, al sur de Grantham, en el condado inglés de Lincolnshire, conocida por ser la casa familiar y lugar de nacimiento de Isaac Newton.

## Historia
Isaac Newton nació allí el 4 de Enero de 1643. En ese momento era la granja de su familia, donde principalmente se criaban ovejas. Cuando Newton fue nombrado caballero en 1704, su escudo de armas, que aún se puede ver sobre la puerta principal de la casa, se formó con dos huesos cruzados de oveja.
Regresó allí en 1665 cuando la Universidad de Cambridge cerró durante la Gran Peste, y fue donde realizó muchos de sus experimentos más famosos, sobre todo su trabajo sobre luz y óptica. También se dice que ese fue el sitio donde Newton, al observar una manzana caer de un árbol, se inspiró para formular su ley de gravitación universal.

## Conservación y visitas
La propiedad es administrada por el National Trust y recibe casi 50 000 visitas al año. Se presenta como una casa de campo típica de un pequeño terrateniente inglés (yeoman) del siglo XVII y ofrece a los visitantes acceso a todos los aspectos de la vida de Newton. Además dispone de una instalación donde se pueden poner en práctica los experimentos de Newton.
Se encuentra en el listado de edificios protegidos de Reino Unido clasificado como Grado I.